# اختلال سادیسم جنسی
اختلال سادیسم جنسی (انگلیسی: Sexual sadism disorder) نوعی اختلال روانی است که در آن فرد در واکنش به درد و رنج شدید یا تحقیر دیگران دچار برانگیختگی جنسی می‌شود. این وضعیت با بی‌دی‌اس‌ام که در آن دو نفر با رضایت اعمال خشن یا تحقیر را به قصد لذت جنسی شبیه‌سازی می‌کنند، متفاوت است. نام سادیسم از مارکی دو ساد نویسندهٔ فرانسوی گرفته شده‌است.
سادیسم جنسی در طبقه‌بندی انحراف‌های جنسی در دستهٔ درددوستی جای می‌گیرد.

## سادیسم جنسی چیست؟
دیگرآزاری جنسی یا سادیسم جنسی یک نوع اختلال جنسی یا بهتر است بگوییم انحراف جنسی است که در آن فرد مبتلا از آزار رساندن به همسر خود حین سکس، آسیب فیزیکی و جسمی یا روانی، لذت می‌برد و گاهی به ارگاسم می‌رسد. البته مشخص‌کردن مرز آسیب دشوار است و در بسیاری از مواقع متخصصین درگیر دشواری این تشخیص می‌شوند، اما هر کجا پای آسیب در میان باشد، سادیسم خود را نشان می‌دهد.
توجه داشته‌باشید که همان‌طور که در تعریف بالا اشاره‌شد، آسیب تنها از نوع فیزیکی نیست. شاید خیلی از ما به اشتباه تصور کنیم که سادیسم جنسی مواقعی صحت دارد که عملی مثل تجاوز جنسی صورت بگیرد. البته الزاما این‌طور نیست. در سادیسم جنسی، مسخره‌کردن و تحقیرکردن طرف مقابل، در صورتی که باعث ایجاد حس ناخوشایند ناخواسته در فرد شود، آسیب روانی محسوب می‌شود و سادیسم جنسی مطرح می شود.
تعریف دقیق و جهانی رفتار جنسی نرمال و طبیعی در جهان وجود ندارد. اما DSM-۵ تعدادی فاکتور تشخیصی برای اختلالات جنسی مشخص کرده‌است که سادیسم جنسی هم شامل آن می‌شود. دو فاکتور اصلی آسیب جسمی و ایجاد استرس روانی از مهمترین عوامل کمک‌کننده به تشخیص آن هستند. البته که لذت جنسی فرد مبتلا به سادیسم از یکی فاکتورهای مهم در تشخیص اختلال دیگر آزاری جنسی است.

## شیوع سادیسم جنسی
نشانه‌ی اصلی دیگرآزاری جنسی، هنگامی است که فرد از آزار جسمی یا روانی طرف مقابل در سکس لذت می‌برد و به اوج لذت جنسی می‌رسد. سادیسم جنسی می‌تواند همراه با کسب اجازه از همسر باشد و یا اینکه بدون اجازه‌ی او و در قالب تجاوز صورت بگیرد. در هر حال، هنگامی که درد جسمی و یا روانی برای فرد مطرح شود، پای سادیسم جنسی در میان است. توجه داشته باشید که حتی اگر آسیب دیدن همسر فرد مبتلا به سادیسم در تصورات فرد باشد، هم نوعی دیگرآزاری جنسی محسوب می‌شود.

## تشخیص سادیسم جنسی
یگرآزاری جنسی به سادگی تشخیص داده‌نمی‌شود و نیازمند دقت و مهارت بالایی است. از طرفی آگاهی طرف دیگر رابطه‌ی جنسی در تشخیص این اختلال بسیار کمک‌کننده است. فرد مبتلا به اختلال جنسی سادیسم به مدت ۶ ماه و یا بیشتر، بر اساس یک الگوی تکرارشونده به همسر خود آسیب می‌رسانند. در این رابطه همسر با دردهای جسمی و یا احساس حقارت و ناخوشی رابطه‌ی جنسی را تجربه می‌کند و این در حالی است که فرد سادیست، از این آسیب‌ها لذت می‌برد. اگر سکس همراه با آسیب نباشد، طرف مبتلا به سادیسم جنسی به ارگاسم نمی‌رسد و از رابطه‌ لذت کافی را نمی‌برد.
در این بازه‌ی زمانی، رفتارهای دیگرآزارانه‌ی جنسی باید تکرار شونده باشند. تنها با یک یا دوبار رفتار غیرطبیعی نمی‌توان گفت که فرد مبتلا به سادیسم جنسی است. تشخیص این انحراف جنسی می‌تواند همراه با تأیید فرد بیمار و یا انکار او همراه باشد. اگر شخص تمایلات سادیستی خود را انکار کند و یا آنها را طبیعی در نظر بگیرد، تأثیری بر روی تشخیص روانشناس یا روانپزشک نمی‌گذارد.
البته گاهی اوقات تعریف آسیب برای برخی افراد چالش‌برانگیز می‌شود، مثلا دردهای خفیف خنج کشیدن و خراشیدن پوست، ضربه زدن به باسن و یا بخش‌های دیگر بدن در میان بزرگسالان و با رضایت طرفین، در محدوده‌ی رفتارهای طبیعی محسوب می‌شود. اما هر رفتار دیگری که باعث آسیب جدی به مرد یا زن شود را نمی‌توان طبیعی شمرد. برخی اعمال مثل شلاق زدن که باعث کبودی و ایجاد زخم بر روی بدن شود، استفاده از ابزارهای جنسی (sex toy) و ابزارهای سرگرم‌کننده‌ی آسیب‌رسان، تجاوز کردن و رفتاری که به این برخوردها نزدیک باشد، می‌تواند از انواع دیگر آزاری‌های جنسی باشد.
اگر طرف مقابل با مسخره کردن و آزار روانی باعث گریه‌کردن و یا استرس طرف مقابل شود، آن را برخورد سادیستیک به حساب می‌آورند. به طور کلی رابطه‌ی جنسی خوب باعث آرامش می‌شود. هنگامی که فرد دچار استرس و اضطراب شود، انحراف جنسی وجود دارد.

## علل ایجاد سادیسم جنسی
با اینکه علت خاصی برای ایجاد سادیسم جنسی تشخیص داده‌نشده‌است، اما تئوری‌های مختلفی برای علت ایجاد آن مطرح شده‌است. معمولا افرادی که دارای شرایط زیر هستند به این انحراف جنسی دچار می‌شوند:
- کسانی که در زندگی خود مورد ظلم واقع‌شده‌اند و دارای قدرت نبوده‌اند، در رابطه‌ی جنسی با آسیب رساندن به طرف مقابل احساس قدرت می‌کنند.
- معمولا افرادی که به علت‌های ناخوشایندی در زندگی دچار انزواطلبی شده‌اند، به سادیسم جنسی دچار می‌شوند.
- آن‌هایی که فانتزی‌های جنسی خود را محدود کرده‌اند و جلوی آنها را گرفته‌اند و دچار نوعی سرخوردگی شده‌اند.
- سرکوب کردن امیال جنسی می‌تواند باعث بروز دیگرآزاری جنسی شود[۱]

## درمان
معمولا افرادی که به سادیسم جنسی مبتلا هستند، خودخواسته برای درمان اختلال خود به روانشناس و روانپزشک مراجعه نمی‌کنند. به هر حال، هنگامی که فرد با این اختلال به روانپزشک یا روانشناس مراجعه می‌کند، مسیر درمان معمولا شامل هر دو روش دارویی و سایکوتراپی یا روان‌درمانی است.
درمان روان شناختی شامل یافتن رو‌ش‌های سالم‌تر و بی‌خطر برای تحریک شدن و افزایش میل جنسی است. این درمان همچنین شامل یافتن الگوهای رفتاری مناسب است که با نهادینه کردن آنها در فرد می‌توان او از اعمال آزاردهنده‌ دور کرد. داروهای ضد افسردگی که رفتار‌های بدون فکر و ناگهانی را کاهش می‌دهند و همچنین داروهای آنتی آندروژنیک که کاهنده‌ی میل جنسی هستند هم برای بهبود دیگرآزاری جنسی تجویز می‌شوند.‌

## عوارض و پیامد‌های سادیسم جنسی
کسی که به سادیسم جنسی مبتلا باشد، معمولا در بخش‌های دیگر زندگی هم آزارگر است. از طرفی، بیشتر افرادی که این انحراف جنسی را دارند، دچار افسردگی هم هستند. اگر دیگرآزاری جنسی درمان نشود، بدتر خواهد شد و شدت بیشتری پیدا خواهد کرد و می‌تواند باعث تشدید افسردگی یا دیگر اختلالات روانی شود. البته این رابطه دوطرفه است یعنی هر اختلال در صورت عدم درمان دیگری را تشدید می‌کنند.
دیگرآزاری جنسی برای طرف مقابل هم می‌تواند عوارض و خطراتی به جای بگذارد. فرد سالم هم می‌تواند به افسردگی مبتلا شود. همچنین آسیب‌های جسمی واردشده به طرف سالم رابطه، می‌تواند خطرناک و گاهی کشنده باشد. از طرفی اثرات روانی این رفتار که بر روی فرد می‌گذارد نیازمند درمان دارد تا به طور کامل برطرف شود.
یکی دیگر از اثراتی که دیگرآزاری جنسی ممکن است بر زندگی فرد داشته باشد، جذب‌شدن او به خلاف و کارهای ناهنجار است. ارتباط تنگاتنگ بین جرم و جنایت و سادیسم جنسی به طور جدی مورد توجه جامعه‌شناسان قرار گرفته‌است. با این تفاسیر اگر نشانه‌های این اختلال جنسی را در خود می‌ینید بهتر است برای درمان پیش‌قدم شوید.